# فیلم۱
فیلم۱ (انگلیسی: Film1) شرکت رسانه‌ای هلندی است، که در سال ۲۰۰۶ تأسیس شد.